# Língua balanta
Balanta é uma língua falada entre a província de Casamança, no Senegal, e o rio Geba, no norte da Guiné-Bissau. A língua balanta pertence à família atlântica do tronco nigero-congolês, que possui como línguas mais faladas o fula, o uolofe, o diúla, o sererê e o timené. A língua balanta encontra-se no braço do norte, no grupo denominado Bak, juntamente com o diola, o manjaco, o mancanha e o papel.

## Balanta-Kentohe
A Língua Balanta-Kentohe (Kəntɔhɛ) é falada por um total de 423 mil pessoas na costa centro-norte e central da Guiné-Bissau (em 2006 era falada por 397 mil pessoas, muitas das quais podem ser encontradas na região de Oio]) bem como em Gâmbia. Filmes e partes da Bíblia foram produzidos em Balanta-Kentohe.
O dialeto  Kəntɔhɛ  é falado no norte, enquanto o dialeto  Fora  é falado no sul.

### Nomes e dialetos
Ethnologue lista nomes alternativos como Alante, Balanda, Balant, Balanta, Balante, Ballante, Belante, Brassa, Bulanda, Frase, Fora, Kantohe (Kentohe, Queuthoe), Naga e Mane. Os dialetos Naga, Mane e Kantohe podem ser línguas diferentes.

## Balanta-Ganja
Balanta-Ganja era falado por 86 mil (2006) no canto sudoeste e ao sul do Senegal. [A alfabetização é inferior a 1%. Em setembro de 2000, Balanta-Ganja recebeu o status de língua nacional no Senegal e, a partir de então, pode ser ensinado na escola primária.

### Nomes e dialetos
Ethnologue lista nomes alternativos como Alante, Balanda, Balant, Balante, Ballante, Belante, Brassa, Bulanda, Fjaa, Fraase (Fraasɛ); dialetos são Fganja (Ganja) e Fjaalib (Blip).

## Estrutura
O paradigma verbal do balanta apresenta os seguintes morfemas de tempo e de modalidade: {-Æ} presente, passado remoto, futuro, mudança de estado, dêitico, concluso, e inconcluso. Os quatro últimos são usados para expressar a atitude do falante em relação ao conteúdo proposicional ou ao valor de verdade do enunciado, ou em relação ao ouvinte a quem o enunciado se destina. O morfema {-Æ} presente, de acordo com o paradigma verbal e o tipo de verbo, apresenta valores como presente e passado acabado; presente ou futuro inacabado; os morfemas de modalidade, de acordo com o paradigma verbal e o tipo de verbo, apresentam valores como mudança de estado e interrupção da ação, fechamento da ação no tempo e certeza ou não fechamento da ação e incerteza.

## Fonologia
Esses são os fonemas das língua e dialetos Batanga .

### Consoantes
|             |              | Labial | Dental | Alveolar | Palatal | Velar | Labial- velar | Glotal |
| ----------- | ------------ | ------ | ------ | -------- | ------- | ----- | ------------- | ------ |
| Oclusiva    | surda        |        |        | t        | c       | k     | kp            |        |
| Oclusiva    | sonora       | b      |        | d        | ɟ       | ɡ     | ɡb            |        |
| Oclusiva    | prenasal vl. |        |        | ⁿt       | ᶮc      | ᵑk    | ᵑkp           |        |
| Oclusiva    | prenasal vd. | ᵐb     |        | ⁿd       | ᶮɟ      | ᵑɡ    | ᵑɡb           |        |
| Fricativa   | surda        | f      | θ      | s        |         |       |               | h      |
| Fricativa   | prenasal     | ᶬf     | ⁿθ     | ⁿs       |         |       |               |        |
| Nasal       | Nasal        | m      |        | n        | ɲ       | ŋ     |               |        |
| Rótica      | Rótica       |        |        | r        |         |       |               |        |
| Lateral     | Lateral      |        |        | l        |         |       |               |        |
| Aproximante | Aproximante  |        |        |          | j       |       | w             |        |

Sons surdos [c k kp] são ouvidos apenas no dialeto da Guiné-Bissau.

### Vogais
|         | Front | Central | Posterior |
| ------- | ----- | ------- | --------- |
| Fechada | i iː  |         | u uː      |
| Fechada | ɪ ɪː  |         | ʊ ʊː      |
| Medial  | e eː  | ə       | o oː      |
| Medial  | ɛ ɛː  |         | ɔ ɔː      |
| Aberta  |       | a aː    |           |

## Escrita
No Senegal, o Decreto nº 2005-979 prevê uma ortografia de Balanta como segue:
| Alfabeto balanta no Senegal | Alfabeto balanta no Senegal | Alfabeto balanta no Senegal | Alfabeto balanta no Senegal | Alfabeto balanta no Senegal | Alfabeto balanta no Senegal | Alfabeto balanta no Senegal | Alfabeto balanta no Senegal | Alfabeto balanta no Senegal | Alfabeto balanta no Senegal | Alfabeto balanta no Senegal | Alfabeto balanta no Senegal | Alfabeto balanta no Senegal | Alfabeto balanta no Senegal | Alfabeto balanta no Senegal | Alfabeto balanta no Senegal | Alfabeto balanta no Senegal | Alfabeto balanta no Senegal | Alfabeto balanta no Senegal | Alfabeto balanta no Senegal | Alfabeto balanta no Senegal | Alfabeto balanta no Senegal | Alfabeto balanta no Senegal |
| --------------------------- | --------------------------- | --------------------------- | --------------------------- | --------------------------- | --------------------------- | --------------------------- | --------------------------- | --------------------------- | --------------------------- | --------------------------- | --------------------------- | --------------------------- | --------------------------- | --------------------------- | --------------------------- | --------------------------- | --------------------------- | --------------------------- | --------------------------- | --------------------------- | --------------------------- | --------------------------- |
| A                           | B                           | Ɓ                           | D                           | E                           | F                           | G                           | H                           | I                           | J                           | L                           | M                           | N                           | Ñ                           | Ŋ                           | O                           | R                           | S                           | T                           | Ŧ                           | U                           | W                           | Y                           |
| a                           | b                           | ɓ                           | d                           | e                           | f                           | g                           | h                           | i                           | j                           | l                           | m                           | n                           | ñ                           | ŋ                           | o                           | r                           | s                           | t                           | ŧ                           | u                           | w                           | y                           |

## Algumas frases simples
- Que bala cá tó? - Para onde vais?
- Nhiri cá tó thigna. - Eu vou voltar.

## Ligaç~es exrenas
- Video about the Balanta language
- Swadesh List for Balanta-Kentohe
- Balanta em Ethnologue
- Balanta em Omniglot.com
- Lições de Balanta
- Balanta em Olac.idc
- Balanta em Searchwords Stanford
- Balanta em mpi-lingweb